# ケント・ヨハンセン
ケント・ヨハンセン（Kent Johanssen、1970年7月30日 - ）はノルウェーの元スキージャンプ選手。

## プロフィール
ケント・ヨハンセンは若くして注目された。1988年のノルディックスキージュニア世界選手権で団体銅メダルを獲得、翌1989年3月5日のホルメンコーレン大会（彼にとってスキージャンプ・ワールドカップデビュー戦）で3位となった。
さらに直後のジュニア世界選手権では個人戦で金メダルを獲得、団体戦でも銅メダルを獲得した。ワールドカップのシーズン最終戦（3月26日、プラニツァ）では自己最高位の2位となり総合21位となった。
翌シーズンは不調でワールドカップは1度8位になったのが最高、ノルウェー選手権のラージヒルで2位となったのが目立つ程度だった。
1990-1991シーズンも開幕から目立った成績を残せなかったものの世界選手権代表に選ばれると団体4位、ラージヒル24位、そしてノーマルヒルでは銀メダルを獲得して周囲を驚かせた。さらにノルウェー選手権でノーマルヒル、ラージヒルともに2位と活躍した。
翌シーズン以降は1994年にノルウェー選手権のノーマルヒルで2位となったのが目立つ程度で1996-1997シーズン後に現役を退いた。